# Bartosz Kizierowski
Bartołomiej ("Bartosz") Kizierowski (Warschau, 20 februari 1977) is een voormalig internationaal topzwemmer uit Polen, die vooral uitkwam op de vrije slag. Hij vertegenwoordigde zijn Oost-Europese vaderland vier keer op rij bij de Olympische Spelen, te beginnen in 1996. Bij zijn derde olympische optreden, in 2004 (Athene) had hij de eer de vlag van Polen te dragen tijdens de openingsceremonie. Kizierowski studeerde in de Verenigde Staten aan de Universiteit van Californië in Berkeley.